# ملعب ريتشاردسون التذكاري
ملعب ريتشاردسون التذكاري هو ملعب كرة قدم يقع في مدينة تورونتو الكندية . يسع الملعب لجلوس 10,258 متفرج . يعتبر الملعب الرسمي الذي يخوض فيه نادي كوينز غولدين غيلز مبارياته . تم افتتاح الملعب في سنة 1971 .